# Eva Jonsson
Eva Jonsson, född 1970, är en svensk litteraturvetare verksam som lektor i litteraturvetenskap med inriktning mot barnlitteratur vid Södertörns högskola.
Jonsson disputerade 2002 vid Uppsala universitet med avhandlingen Hospitaltidens lyrik, som textkritiskt behandlar Frödings så kallade "hospitalspoesi" under perioden december 1898 till mars 1905. Hennes doktorsavhandling har givits ut i en omarbetad version av Svenska Vitterhetssamfundet under titeln Dikter från hospitalet.
Eva Jonsson har tidigare varit ledamot av Gustaf Fröding-sällskapets styrelse och har medverkat i flera av sällskapets årsböcker.